# Cornwall Peaks
Die Cornwall Peaks sind zwei markante und bis zu 960 m hohe Berge auf Südgeorgien. Sie ragen 4 km südwestlich der Fortuna Bay auf der Westflanke des König-Gletschers auf.
Wissenschaftler der britischen Discovery Investigations, die im Jahr 1929 Vermessungen der Fortuna Bay vornahmen, gaben einem Berg in der Umgebung den Namen Cornwall Peak. Dem South Georgia Survey gelang es bei seiner Vermessungskampagne zwischen 1951 und 1952 nicht, diesen zu identifizieren. Das UK Antarctic Place-Names Committee entschied 1954, den Namen auf die hier beschriebenen und weiter südlich gelegenen Berge zu übertragen. Der weitere Benennungshintergrund ist nicht überliefert.